# クリーブランド・ホプキンス国際空港
クリーブランド・ホプキンス国際空港（英: Cleveland Hopkins International Airport）は、アメリカ合衆国オハイオ州クリーブランドにある国際空港。中心部の15km南西に立地している。州内で最も旅客の多い空港である。
隣接地にはNASAのグレン研究センターが立地する。

## 歴史
1925年開港。市営空港としてはアメリカで最も古い空港のひとつである。当時の市長ウィリアム・R・ホプキンスにちなんで1951年に名称が変更された。
クリーブランドは革新的な試みが行われた空港として知られている。1930年に世界で初めて飛行場灯火と無線を備えた航空管制施設が設けられた。1968年にはアメリカの空港で初めて鉄道が乗り入れた。
第二次世界大戦後、ユナイテッド航空のハブ空港となり1980年代まで維持された。2005年、開港から80周年を記念して、正式ロゴマークと、これからの整備計画が公表された。

## 施設
空港の敷地は695haである。ターミナルビルには、A、B、C、Dの4つのコンコースがある。

## 主な航空会社
- ユナイテッド航空
- フロンティア航空
- スピリット航空
- サウスウエスト航空
- デルタ航空
- アメリカン航空
- ジェットブルー航空
- アレジアント航空
- エア・カナダ

## 交通アクセス
- クリーブランド地下鉄 (RTA Rapid Transit - Red Line)
- タクシー
- レンタカー